# Newton (Massachusetts)
Newton je město ve Spojených státech amerických. Nachází se v okrese Middlesex County ve státě Massachusetts. Ve městě žije přibližně 89 tisíc obyvatel a jeho rozloha činí 47,0 km². Město bylo založeno roku 1688. Leží 13 kilometrů západně od centra Bostonu, nejlidnatějšího města ve státě.

## Rodáci
- Peter Lynch (* 1944) – americký investor
- Alphonse LaCroix (1897–1973) – americký reprezentační hokejový brankář
- Matt LeBlanc (* 1967) – americký herec
- Louis Fabian Bachrach (junior) (1917–2010) – americký fotograf
- Amy Poehlerová (* 1971) – americká herečka, komička, dabérka, producentka a scenáristka
- Anne Sextonová (1928–1974) – americká spisovatelka poezie a dětských knih
- John Krasinski (* 1979) – americký herec, režisér a scenárista
- Brad Falchuk (* 1971)
- Mike Mangini (* 1963) – americký bubeník
- Roger Sherman (politik) (1721–1793) – americký politik, signatář Deklarace nezávislosti
- Eli Roth (* 1972) – americký filmový režisér, producent a herec
- James Harris Simons (1938–2024) – americký matematik a manažer
- Willard Rice (1895–1967) – americký hokejista
- Jack Lemmon (1925–2001) – americký herec

## Partnerská města
- San Juan del Sur, Nikaragua